# Melle en de zwerfhonden
Melle en de zwerfhonden is een Nederlandse jeugdboekenserie van Maaike van Poelje.
Met de boeken stelt de schrijfster het onnodige leed van zwerfdieren aan de kaak. In een stijl die het midden houdt tussen fantasie en spanning beschrijft de auteur de avonturen van Melle, een Nederlandse jongen van tien jaar, die op een dag ontdekt dat hij met honden kan praten.
Een deel van de opbrengst van Het Spaanse Gif ging naar Dutchypuppy, een stichting, mede opgezet door presentatrice Bridget Maasland, die zich inzet voor de bescherming van zwerfhonden.

## Boeken
Het Spaanse gifMelle gaat met zijn ouders en zus op vakantie naar Spanje. De eerste dag aldaar komt hij een zwerfhond tegen waar hij, tot zijn stomme verbazing, mee kan praten. Deze vrouwtjeshond, Stakker, vertelt hem over haar leven in het dorp, waar sommige mensen zwerfhonden proberen te doden met vergiftigd vlees. Met de hulp van Stakker en andere zwerfhonden probeert Melle erachter te komen wie de misdadigers zijn om ze bij de politie aan te geven.
De hondendiefMelle is terug in Nederland met Stakker. Op een dag vinden ze in het park een mager hondje dat is vastgebonden aan een boom. Melle brengt het zwaar verwaarloosde dier naar het asiel en hij ontdekt dat het hondje, Hummeltje, vier maanden eerder is gestolen. Hummeltje was het slachtoffer van een hondendief, die rashonden steelt om met ze te fokken. Als de honden niet meer nodig zijn worden ze ergens achtergelaten. Melle neemt zich voor de hondendief op te sporen. Daarbij krijgen hij en Stakker hulp van Justa, een meisje dat ook veel van honden houdt, en Sambal, een stoere buurhond.